# Castillo de Dunasead
El castillo de Dunasead (en irlandés: Dún na Séad, «fuerte de las joyas») es una casa fortificada del siglo XVII situada en el pueblo de Baltimore, al oeste del condado de Cork, en Irlanda. La casa torre está erigida sobre una estructura normanda previa, que a su vez reemplazó a un ringfort de comienzos de la Edad del Bronce. Estuvo tradicionalmente asociado con la familia O'Driscoll, aunque fue comprado y restaurado por miembros de la familia McCarthy a finales de la década de 1990, y parcialmente abierto al público en 2005.

## Historia
El castillo actual no es el primero que se edificó en la zona. En 1215, el colono anglo-normando FitzStephens construyó una casa torre con una muralla a su alrededor, que a su vez reemplazó a una fortificación mucho más antigua, probablemente un ringfort. En 1305 el castillo fue atacado e incendiado por uno de los linajes gaélicos más poderosos de la región, los MacCarthys. Otra familia gaélica, los O'Driscoll, con menor influencia, pero fuertes, consecuentemente tomaron posesión de Dunasead y la reconstruyeron.
Los O'Driscolls estaban en constante presión debido a las intrusiones de los colonos anglo-normandos y los clanes gaélicos enemigos en su territorio, de hecho, el castillo fue atacado y destruido en numerosas ocasiones durante los siglos siguientes. En 1368 creció una gran enemistad entre los O'Driscolls y los mercaderes de la ciudad de Waterford, debido a un ataque a la flota de Waterford por los O'Driscolls. Esta rivalidad continuó durante más de dos siglos, culminando en el saqueo de Dunasead, Baltimore y otras fortalezas de los O'Driscoll por otra flota de Waterford en 1537.
El castillo fue reconstruido, aunque, tras el apoyo de los O'Driscoll hacia Hugh O'Neill durante la batalla de Kinsale (1601-1602), la fortaleza fue entregada a la armada inglesa. Algunos miembros de la familia recibieron indultos, y Dunasead fue entregado a Florence O'Driscoll, quien posteriormente lo alquiló, junto a la mayoría de sus tierras, debido a problemas financieros. El castillo actual fue probablemente construido en la década de 1620 y se rindió a las fuerzas de Oliver Cromwell en la década de 1640.
La fortaleza más tarde fue abandonada, aunque se restauró entre 1997 y 2005 y actualmente es utilizada como residencia privada.